# Leonerasaurus
Il Leonerasaurus è un genere di dinosauri sauropodomorfi. Ad oggi se ne conosce una sola specie denominata L. taquetrensis da Diego Pol, Alberto Garrido e Ignacio A. Cerda nel 2011. Il fossile incompleto di un individuo quasi adulto venne rinvenuto nella formazione rocciosa Las Leoneras in Argentina, risalente probabilmente all'inizio del Giurassico. Il Leonerasaurus era un piccolo sauropodomorfo non-sauropode, e i resti rinvenuti mostrano una insolita combinazione di caratteri. Ciò indica che l'evoluzione dei primi sauropodomofi vide un ampio grado di evoluzione convergente.

## Etimologia
Il genere deriva dalla combinazione della parola "Leoneras", in riferimento allo strato roccioso dove questi resti vennero ritrovati, con la parola "saurus", che significa "lucertola" in Latino. Il nome della specie (taquetrensis) si riferisce alla Sierra de Taquetrén, catena montuosa della Patagonia centrale dove è situata la formazione rocciosa Las Leoneras.

## Scoperta
Il fossile venne trovato vicino a Cañadón Las Leoneras (un affluente del fiume Chubut), a sudest della Sierra de Taquetrén, nella Provincia del Chubut, in Patagonia centrale (Argentina). Questa formazione risale probabilmente all'inizio dell'era giurassica.

## Descrizione
Del Leonerasaurus taquetrensis è giunto sino a noi un solo scheletro incompleto: sono stati infatti rinvenuti una mandibola con alcuni denti, alcune vertebre del collo e del torso, parte di una spalla e del bacino. La ricostruzione ci mostra un individuo di circa 2,40 metri di lunghezza, 1 metro di altezza e appena 70 chilogrammi di peso.

### Dentatura

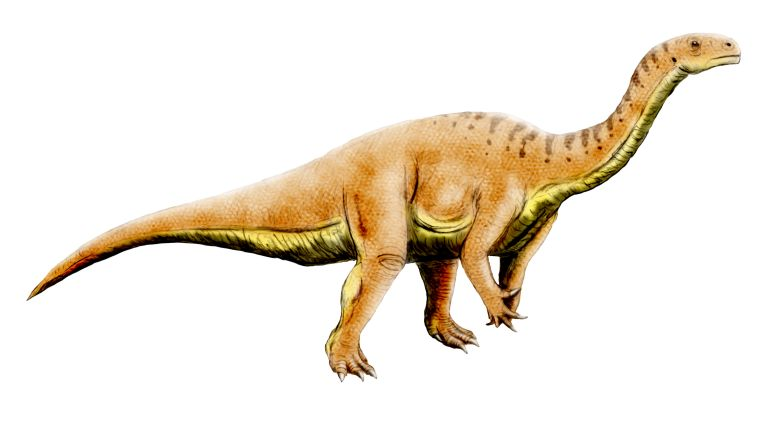

Del teschio è stata ritrovata solo la parte destra della mandibola anteriore. Questo osso si presenta sostanzialmente dritto, con una lieve arcuatura al centro, come visto in molti sauropodi. In tutto sono stati rinvenuti 13 frammenti di denti con due alveoli vuoti, il che fa supporre un numero totale di 15 denti. Denti e alveoli si protendono in avanti con un'inclinazione di circa 60°, aspetto simile agli eusauropodi. Altezza e larghezza dei denti decrescono man mano che ci si avvicina alla giuntura mandibolare e alcuni denti tendono a sovrapporsi fra loro. I denti anteriori hanno la forma di un cucchiaio, con la superficie esterna convessa e quella interna concava, altro aspetto che richiama i sauropodi.

### Vertebre
Il collo del Leonerasaurus è stato ritrovato quasi completo, solo l'atlante è andato perduto. Le nove vertebre cervicali sono state rinvenute articolate insieme alle prime cinque vertebre del tronco. Sono stati ritrovati anche altri frammenti di vertebre e costole insieme all'osso sacro, ma nessuna vertebra della coda era presente nel sito del ritrovamento.